# 岸本泰延
岸本 泰延（きしもと やすのぶ、1919年9月23日 - 2012年10月17日）は、日本の経営者。昭和電工社長、会長を務めた。

## 来歴・人物
岡山県岡山市出身。1941年に東京帝国大学工学部応用化学科を卒業し、翌年に昭和電工に入社した。1967年2月に取締役に就任し、同年8月に常務、1973年2月に専務を経て、1979年7月に副社長に就任し、1981年3月には社長に昇格した。1987年3月に会長に就任し、1995年3月から相談役を務めた。
2012年10月17日、転移性肺がんのために死去。93歳没。